# Bedřichov (Jihlava)
Bedřichov (německy Friedrichsdorf) je součást statutárního a krajského města Jihlavy a pod názvem Bedřichov u Jihlavy také jeho katastrální území. Bedřichov byl do poloviny 20. století samostatnou obcí. V současnosti má katastrální území Bedřichov u Jihlavy rozlohu 693,7394 hektarů. Rozkládá se převážně severně od řeky Jihlavy a sousedí s katastrálními územími Staré Hory, Jihlavou, Herolticemi u Jihlavy, Pávovem, Zbornou a obcí Hybrálcem. Původně se rozkládal čistě na území Čech, avšak roku 1949, došlo ke změně jeho katastrální hranice, takže již nepatrně přesahuje i na Moravu.

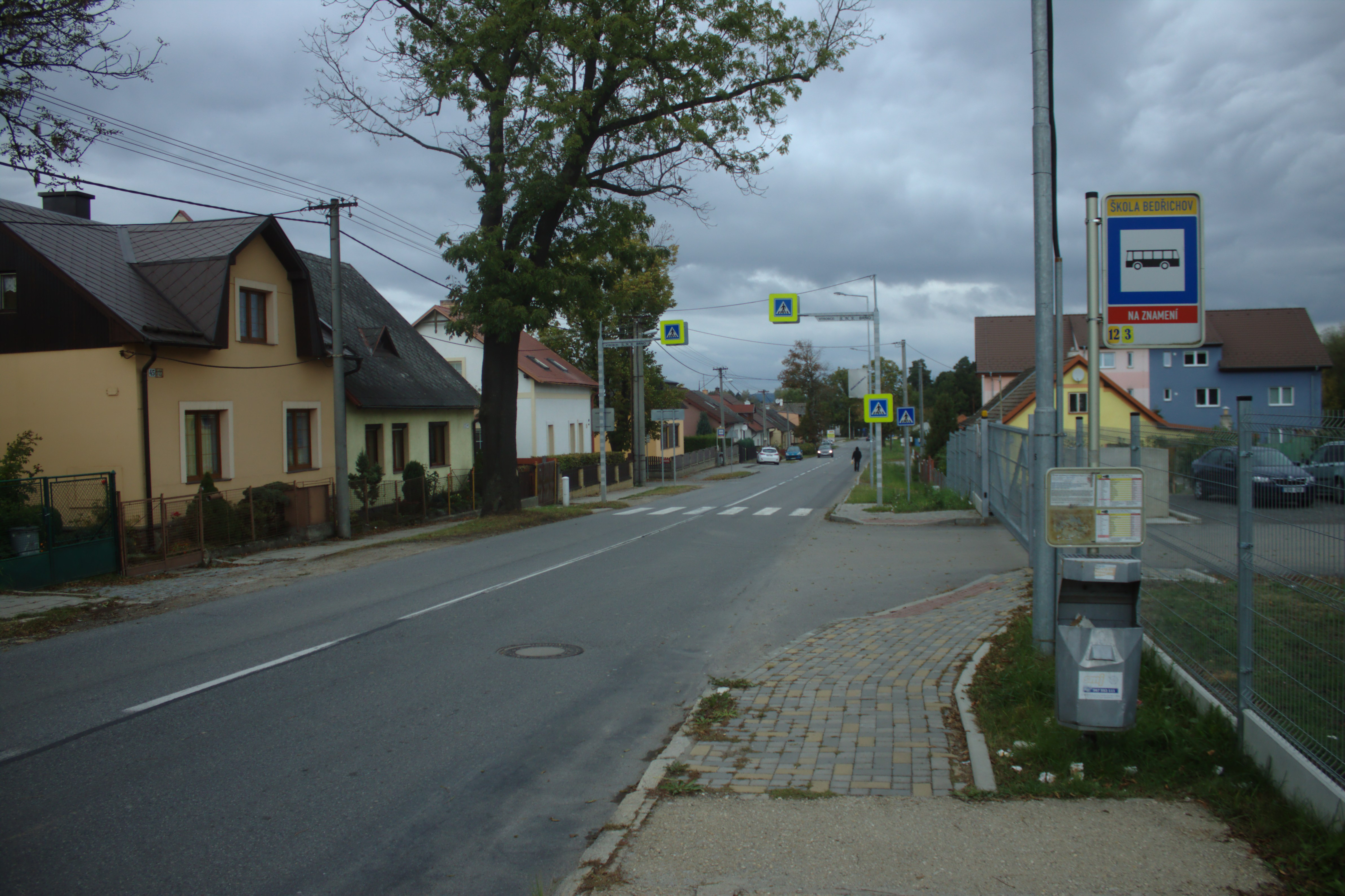
Bedřichov u Jihlavy, autobusová zastávka

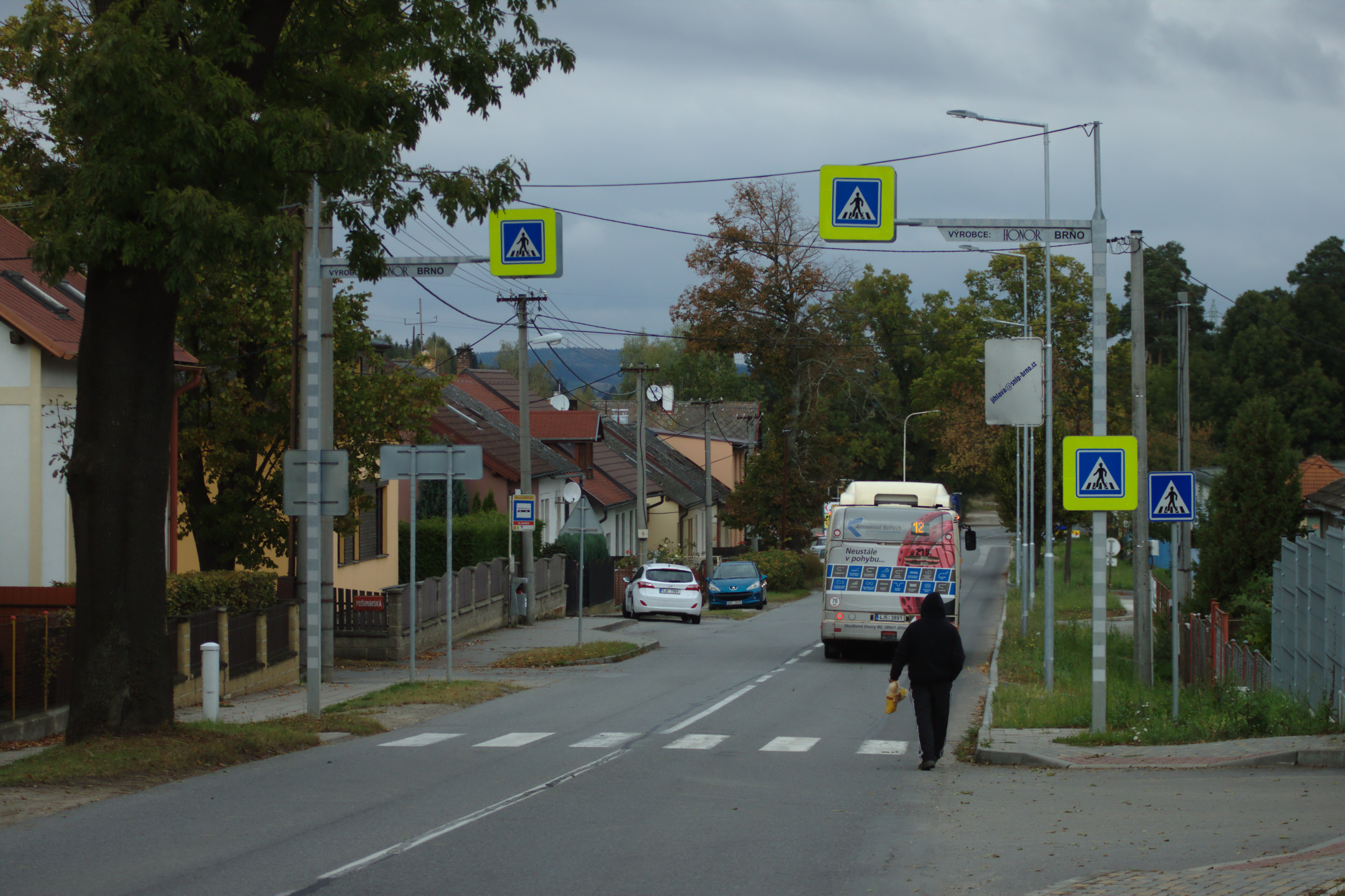
Bedřichov u Jihlavy

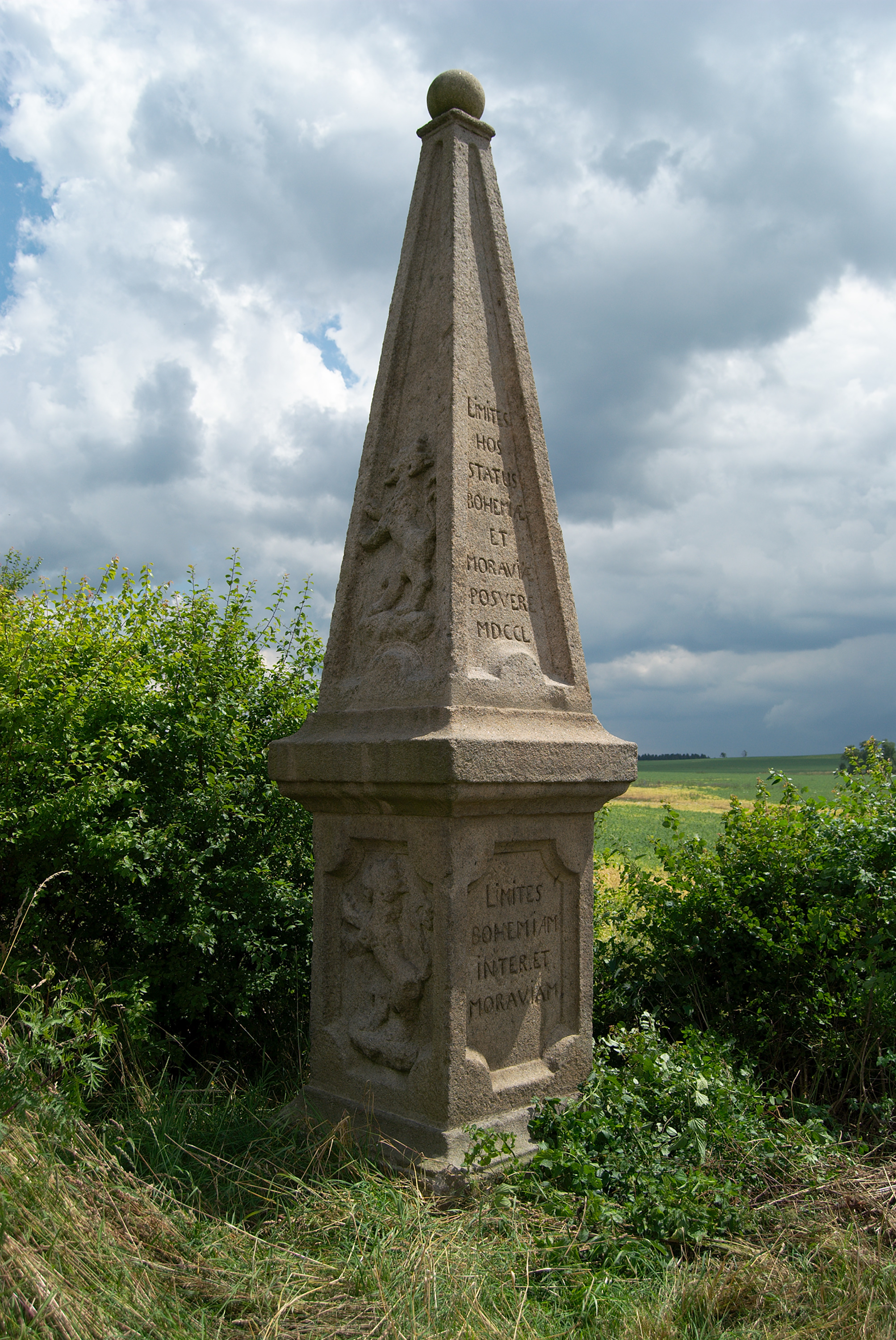
Česko-moravský hraniční pylon u silnice z Jihlavy do Bedřichova

Bedřichov není samostatnou evidenční části města Jihlavy. Katastrální území Bedřichov u Jihlavy je statisticky rozděleno do tří základních sídelních jednotek: Bedřichov, Zadní Bedřichov a Lesnov. Malý díl ZSJ Bedřichov (objekt a adresou Romana Havelky 285/11) sice patří také do katastrálního území Bedřichov u Jihlavy, ale evidenčně patří k části Staré Hory. Zbytek katastru Bedřichova náleží k evidenční části Jihlava. Základní sídelní jednotka Průmyslová zóna Bedřichov není součástí katastru Bedřichova, protože náleží ke katastrálnímu území Jihlava, avšak v minulosti její menší část ke katastru Bedřichova taktéž náležela.

## Charakteristika
Katastrem Bedřichova prochází od severovýchodu k jihozápadu dálniční přivaděč napojující Jihlavu na dálnici D1. Od severovýchodu k jihu zde prochází i železniční trať směřující k jihlavskému nádraží. Vlastní zástavbu Bedřichova lze rozčlenit na dvě hlavní části: rozlehlý jižněji položený vlastní Bedřichov, jenž je výše uvedenou železnicí rozetnut na dvě části a malou, severněji položenou osadu Lesnov, dříve zvanou Bukovno (Walddörfel). Celý Bedřichov má v podstatě charakter velké vesnice nebo předměstí s převahou rodinné zástavby. V Bedřichově funguje sbor dobrovolných hasičů Jihlava-Bedřichov, TJ Sokol Bedřichov a Klub českých turistů Bedřichov Jihlava

## Vybavenost

### Školství
- mateřská škola
- základní škola
- zvláštní škola internátní
- SOU Automobilní
- SOU Opravárenské

### Zařízení sloužící pro sport a relaxaci
- koupaliště Vodní Ráj
- sportovní hala TJ Start

### Obchody
- hypermarket Kaufland
- hypermarket Albert
- supermarket Albert

### Zdravotnictví a lékárny
- zdravotní středisko
- Lékárna Bedřich
- Česká lékárna, a.s. – Dr. Max
- Christopher Robin, s.r.o. – Lékárna Pharmea Jihlava
- PharmDr. Kateřina Gerhardová – Lékárna U Zvěrokruhu

### Sociální zařízení
- domov důchodců (v Lesnově)
- krematorium

### Hasičské stanice
- Stanice Záchranného Hasičského Sboru Kraje Vysočina
- Sbor dobrovolných hasičů Bedřichov

### Zařízení v těsném sousedství k.ú. Bedřichov u Jihlavy
Mimo výše uvedená zařízení mají obyvatelé Bedřichova k dispozici následující zařízení, která se sice již nenacházejí v katastru Bedřichova, avšak jsou těsně v jeho sousedství:
- Městská knihovna Jihlava
- hřiště TJ Sokol Bedřichov
- sportovní hala TJ Sokol Bedřichov

## Obyvatelstvo
Podle sčítání 1920 zde žilo v 92 domech 1090 obyvatel, z nichž bylo 574 žen. 596 obyvatel se hlásilo k československé národnosti, 480 k německé. 1020 občanů se hlásilo k římskokatolické církvi a 39 k evangelické.

## Doprava
Veřejnou dopravu na území Bedřichova zajišťuje Dopravní podnik města Jihlavy a.s. prostřednictvím autobusových linek č. 2, 4 a 12 a trolejbusových linek E, G a H.

## Historický přehled
Pomineme-li okrajovou část náležející původně ke zrušenému jihlavskému katastrálnímu území Dřevěné Mlýny, existovaly původně na území moderního katastrálního území Bedřichov u Jihlavy dvě samostatná katastrální území, jimiž byly Bukovno a Bedřichov, přičemž od roku 1880 zde existovala spojená obec Bedřichov. Za první republiky došlo na jihu Bedřichova k rozšíření jeho zástavby. Roku 1949 pak došlo k úpravě katastrální hranice obce s Jihlavou. Od 1. ledna 1951 je Bedřichov součástí Jihlavy. V 50. letech 20. století došlo k přeměně někdejší pily na bývalé hranici Bedřichova a Dřevěných Mlýnů v rozsáhlé Jihlavské dřevařské závody. Do roku 1979 existovaly v katastru Bedřichova části Bedřichov a Bukovno, které však byly k 1. červenci 1979 úředně zrušeny a začleněny do části Jihlava. V souvislosti s rozšiřováním Jihlavských dřevařských závodů pak došlo roku 1991 k další úpravě katastrální hranice Bedřichova, při níž byla další část jeho katastru připojena ke k. ú. Jihlava. K 15. březnu 2006 byla velice malá část katastru (nově označovaná jako ZSJ Bedřichov díl 2) o výměře 0,4647 km², s několika domy v ulici Romana Havelky, začleněna do části Staré Hory, aniž by došlo k překatastrování.